# 海上憲兵隊 (フランス国家憲兵隊)
海上憲兵隊（フランス語：Gendarmerie maritime）は、フランス国家憲兵隊の部門で沿岸警備隊的業務を行い、フランス海軍の海軍参謀総長の統制を受ける。人員1,100人と30隻の哨戒艇や高速艇および哨戒用航空機を装備する。

## 任務
海上での活動のため、鎮守府司令長官（fr:Préfet maritime）下にある大佐の指揮を受ける。
- 海上での治安維持活動、領海および排他的経済水域における一般警察活動。
- 共和国地方検事の下での司法警察活動。
- 陸上にある海軍施設の防護任務。
- 人命救助活動。

## 組織
海上憲兵隊はパリに所在する海軍参謀本部の補佐により各鎮守府の大佐が指揮官を務める。組織は大きく3個群、8個中隊、75個隊（ほかに調査班、沿岸監視班）がある。保有している部隊や沿岸監視用の巡視艇、高速艇および航空機は以下の様になっている。
- フランス本国
  - 北海仏英海峡群（2個中隊）、シェルブールに本部を置く。
  - 大西洋群（4個中隊）、ブレストに本部を置く。
  - 地中海群（2個中隊）、トゥーロンに本部を置く。
  - セーヌ川業務中隊
  - トゥーロン国家憲兵隊国家教育センター（CNIGM）
- 海外領土
  - サンピエール島・ミクロン島 - 巡視艇 × 1隻
  - グアドループ - 巡視艇 × 1隻
  - マルティニーク - 巡視艇 × 1隻
  - フランス領ギアナ - 高速艇 × 2隻
  - マヨット - 高速艇 × 1隻
  - レユニオン - 高速艇 × 1隻
  - フランス領ポリネシア - 巡視艇 × 1隻と班
  - ニューカレドニア - 高速艇 × 1隻と2個班